# Hohhot

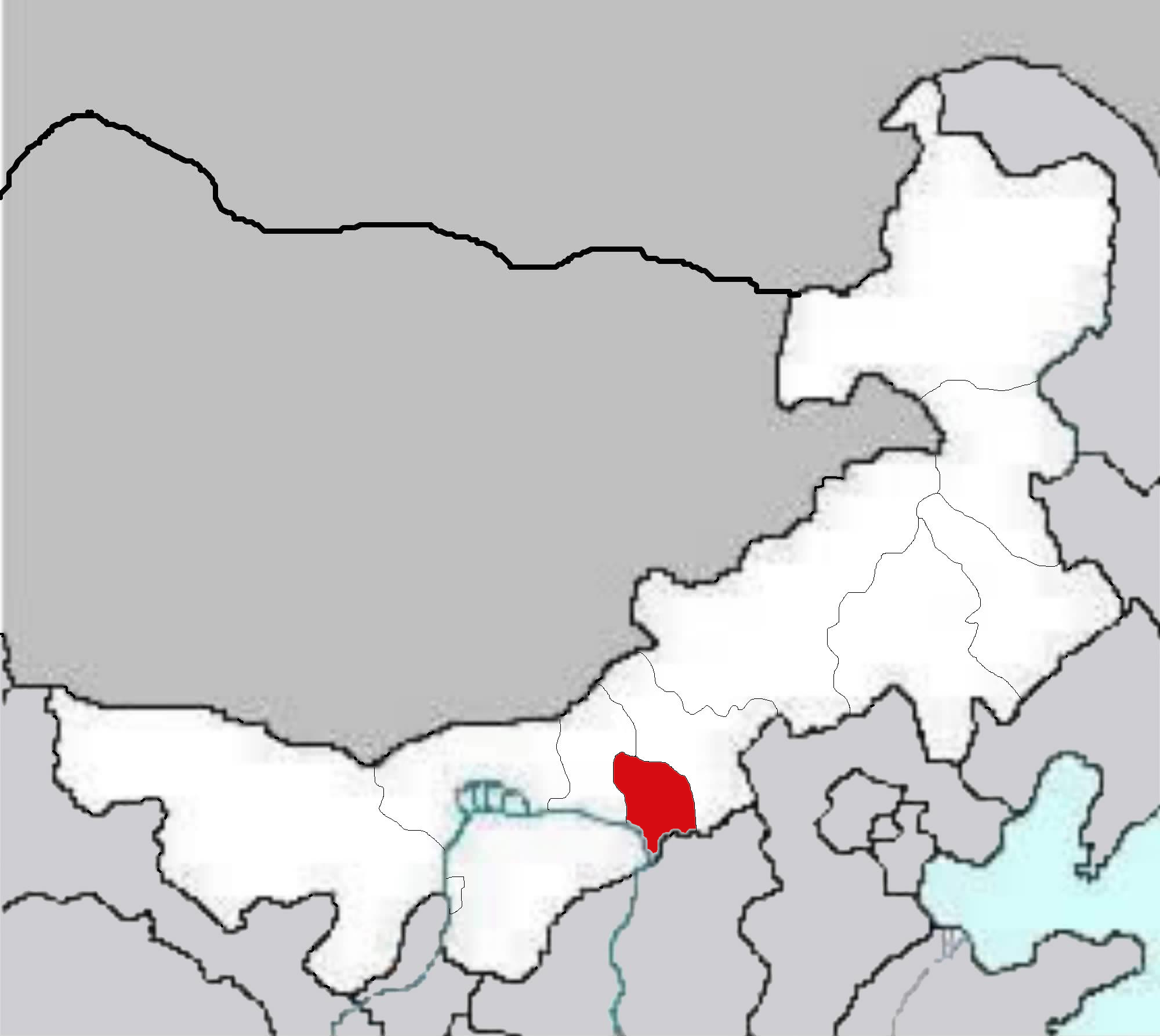
Localizarea oraşului în Mongolia Interioară

Hohhot (Хөх хот în mongolă, 呼和浩特/Hūhéhàotè în chineză) este capitala Regiunii Autonome Mongolia Interioară din Republica Populară Chineză. Numele "Hohhot" înseamnă "orașul albastru" în limba mongolă. Orașul a fost ales ca și capitala regiunii în 1947 și are o populație de 783.645 de locuitori în 2006, sau 1.139.741 în zona metropolitană. PIB-ul pe cap de locuitor era ¥11789 în 2003 (circa US$1420), pe locul 201 din 659 de orașe chinezești. Doar 11% din populație este de etnie mongolă, marea majoritate din restul populației fiind chinezi.

## Transport

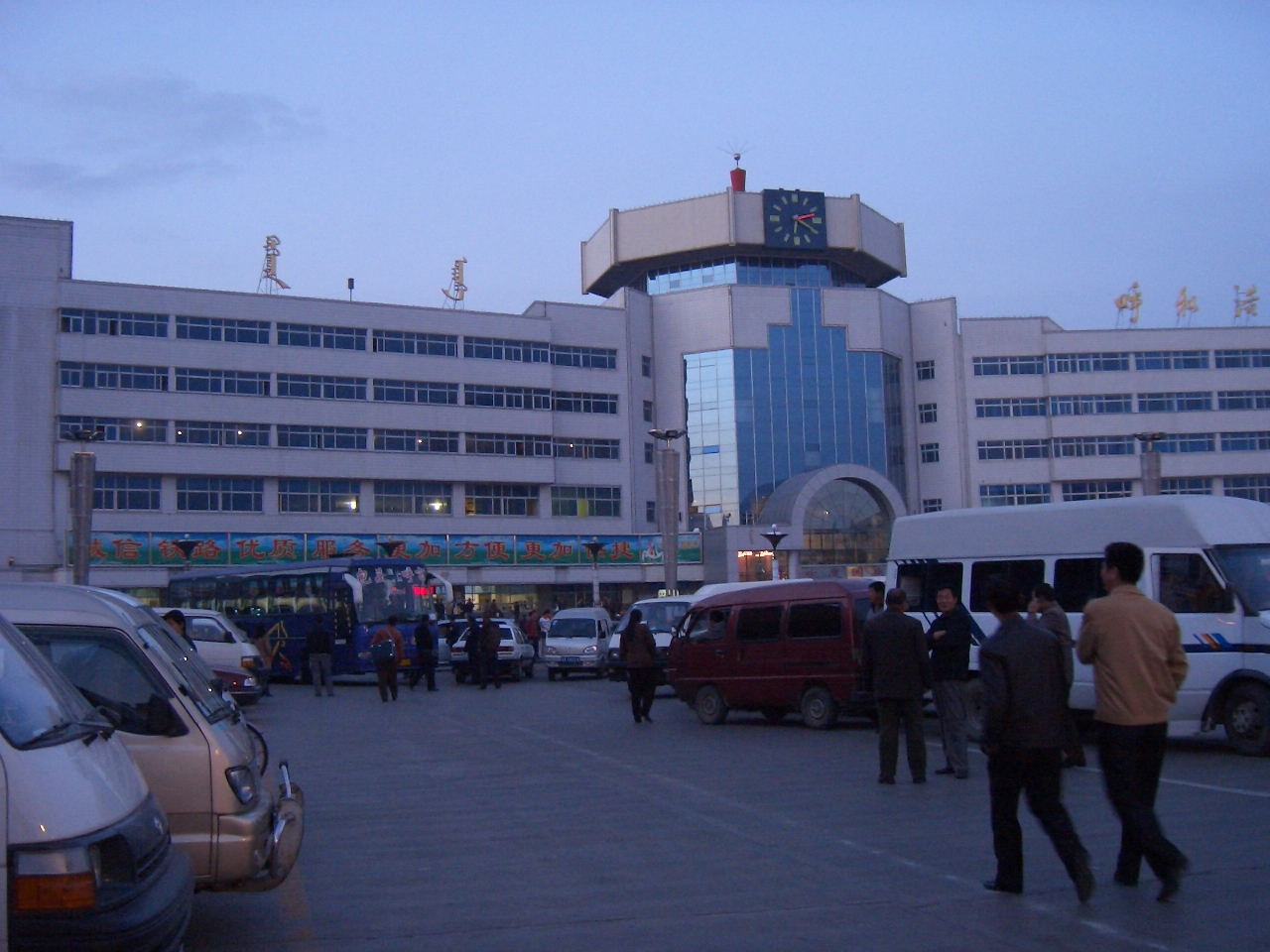
Gara din Hohhot

Hohhotul are legături destul de conveniente prin cale ferată și transport aerian cu restul Chinei și țările din împrejurimi. Aeroportul Internațional Hohhot Baita are legături directe cu Ulaanbaatar, capitala Mongoliei.